# Айб
Ա, ա (арм. այբо файле айб, з.-арм. айп) — первая буква армянского алфавита, отчасти предопределившая общую графическую структуру и стиль большинства букв. Её прототипом считается греческая α (альфа), преобразованная путём отсечения верхней дуги. Таким же способом образован и ряд других армянских букв. От соединения названий букв Ա «айб» и Բ «бен» образовалось слово «айбубен» (буквально: айб и бен) — алфавит.

## История создания
В самом раннем варианте алфавита — еркатагире («железное письмо)» — «айб» состояла из двух соединённых снизу вертикальных линий с хвостиком. Заглавная и строчная буквы отличались друг от друга только размерами. Впоследствии от Ա образовался другой тип, уже с тремя вертикалями (похожий на русскую «ш») — ա. За первым типом закрепилась роль заглавной буквы, а за вторым — строчной. В средневековых рукописях встречается множество разновидностей этих двух типов. Одной из самых необычных форм буквы Ա является так называемый «однолинейный айб», состоящий всего из одной невысокой вертикальной линии — I. Название буквы «айб» созвучно как греческому «альфа», так и семитскому «алеф». К одному из них, видимо, оно восходит. Преобразование альфа/алеф в айб произошло вследствие фонетических особенностей армянского языка под влиянием названия последующей буквы Բ («бен»). Буква Ա — наиболее распространённая в армянском языке.

## Использование
И в восточноармянском, и в западноармянском языках обозначает звук [ɑ]. Числовое значение в армянской системе счисления — 1.
Использовалась в курдском алфавите на основе армянского письма (1921—1928) для обозначения звука [aː].
Во всех системах романизации армянского письма передаётся как a. И в восточноармянском, и в западноармянском шрифте Брайля букве соответствует символ ⠁ (U+2801).

## Распространение

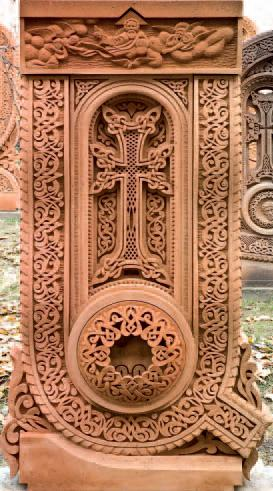
Хачкар в виде буквы Ա

Буква Ա встречается в основном в начале или середине слов и очень редко — в конце. Это объясняется тем, что существовавшие в индоевропейском праязыке две разновидности гласного звука [а] — короткий и длинный — в начале и середине армянских слов сохранились, а в конце слов этот звук выпал. В русском языке наоборот: буква «а» практически не стоит в начале исконно русских слов, а слова, начинающиеся с неё, обычно являются заимствованными из других языков.

## Значения
Как единица является символом Бога. На это повлияло также и то, что слова «Аствац» (Бог) и «Арарич» (Творец) начинаются с неё. Таким образом, символика буквы «айб» соответствует символике греческой буквы «альфа» в Откровении Иоанна, где Господь говорит: «Я есмь Альфа и Омега, начало и конец» (Откр. 1:8). Кроме того, буква Ա, будучи символом начала, соотносилась с первым днём сотворения мира, того дня, когда сотворил Бог свет и отделил его от тьмы. А вот как высказывается о букве «айб» армянский историк V века Егише: «И из всех букв [айб] первый, и отец, и первый гласный, и начало всех чисел». И далее: «Без ноги ходит, без крыла летает, без руки работает и без языка говорит. Им [айбом] Бога призываем, им утешаемся, надеясь на Царствие (Аркаютюн — арм.), им трепещем от Божьего Суда. Больше него награды в жизни нет».

## Кодировка
И заглавная, и строчная формы буквы айб включены в стандарт Юникод начиная с версии 1.0.0 в блоке «Армянское письмо» (англ. Armenian) под шестнадцатеричными кодами U+0531 и U+0561 соответственно.

## Галерея

Округлый еркатагир
Прямолинейный еркатагир
Болоргир
Нотргир
Шхагир